# ترپاق تپه
ترپاق تپه مربوط به پیش از اسلام است و در شهرستان شهریار، بخش مرکزی، روستای ترپاق تپه واقع شده و این اثر در تاریخ ۱ مهر ۱۳۸۲ با شمارهٔ ثبت ۱۰۳۰۲ به‌عنوان یکی از آثار ملی ایران به ثبت رسیده است.